# Jinín
Jinín falu és önkormányzat (obec) Csehország Dél-csehországi kerületének Strakonicei járásában. Területe 4,86 km², lakosainak száma 161 (2008. 12. 31). A falu Strakonicétől mintegy 7 km-re délkeletre, České Budějovicétől 46 km-re északnyugatra, és Prágától 101 km-re délre fekszik.
A település első írásos említése 1279-ből származik.

## Látnivalók
- Szűz Mária mennybemenetele templom.
- Kálvária-domb.

## Népesség
A település népessége az elmúlt években az alábbi módon változott:
| Lakosok száma | 411  | 404  | 388  | 291  | 206  | 192  | 200  | 213  | 225  | 228  |
|               | 1869 | 1890 | 1921 | 1950 | 1980 | 2001 | 2017 | 2019 | 2022 | 2024 |